# Gelbbauchsittich

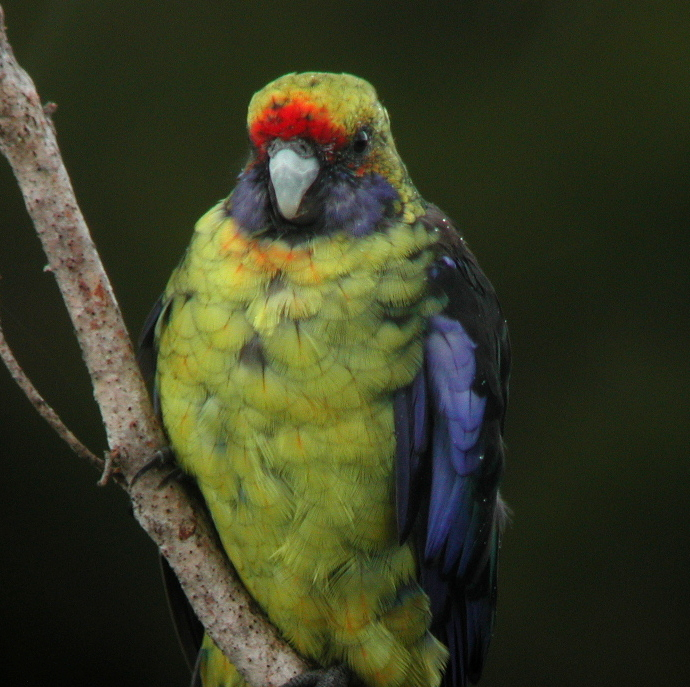
Gelbbauchsittich

Der Gelbbauchsittich (Platycercus caledonicus) ist die größte Art der Plattschweifsittiche. Gelbbauchsittiche kommen natürlich nur in Tasmanien sowie einer großen Zahl küstennaher Inseln vor. Sie finden sich in der Bass Strait unter anderem auf King Island, Deal Island und Dover Island.
Der Gelbbauchsittich wurde 1788 durch den deutschen Naturwissenschaftler Johann Friedrich Gmelin als Psittacus caledonicus erstbeschrieben. Das Artepitheton leitet sich aus dem irrtümlichen Glauben ab, dass der beschriebene Vogelbalg auf Neukaledonien gesammelt wurde.

## Erscheinungsbild
Gelbbauchsittiche erreichen eine Körperlänge von bis zu 37 Zentimetern und wiegen zwischen 109 und 142 Gramm.
Das Männchen des Gelbbauchsittich weist einen kräftig dunkelgelben Kopf und Nacken auf. Die Ohrdecken sind etwas grünlicher und der Hinternacken ist schwarzgrün gesprenkelt. Auffallend sind die markanten violettblauen Wangenflecken. Der Vorderrücken sowie die Schirmfedern sind schwarz mit einem sehr schmalen grünlichem Saum. Der Hinterrücken ist grünlich gelb. Der Flügelbug sowie die äußeren mittleren Flügeldecken und die äußeren Armdecken sind blauviolett. Die Handdecken, die Handschwingen und die Armschwingen sind schwarzbraun. Die Außenfahnen der Federn weisen zur Basis hin einen blauvioletten Saum auf. Auch die Unterflügeldecken sind blauviolett. Die Körperunterseite ist kräftig gelb. Der Schnabel ist gräulich hornfarben. Die Iris ist dunkelbraun.
Die Weibchen ähneln den Männchen, allerdings weist ihr Gefieder einen orangeroten Grundton auf. Sie haben außerdem einen etwas kleineren Körperbau und einen kleineren Schnabel. Auffällig ist der deutlich schmälere Oberschnabel.
Gelbbauchsittiche sind kraftvolle Flieger. Im Flug wechseln schnelle Flügelschläge mit kurzen Gleitphasen ab. Auch längere Strecken werden gerne dicht über dem Boden überwunden. Charakteristisch ist für sie eine Aufwärtsbewegung, wenn sie auf einem Ast landen. Dabei fächern sie den Schwanz auf und gleiten ohne Flügelschläge zum Zielast hin.

## Lebensraum
Abgesehen von Hochmoorgebieten und baumlosen Agrarland besiedeln Gelbbauchsittiche auf Tasmanien und den angrenzenden Inseln alle Lebensräume. Dazu zählen Savannen- und Regenwälder, Heidestrauchland, Weideland mit lockerem Baumbestand, Obstplantagen, Parks und Gärten. Es sind grundsätzlich standorttreue Vögel.

## Nahrung
Gelbbauchsittiche sind überwiegend Pflanzenfresser. Sie nehmen bevorzugt die Samen von Gräsern, Sträuchern und Bäumen zu sich. Eine besondere Rolle spielen dabei die Samen der Eukalyptusbäume. Sie fressen außerdem Beeren, Früchte, Blüten, Knospen und Nektar sowie in geringerem Maße Insekten und deren Larven. Sie fallen auch in Obstplantagen ein und fressen die dort kultivierten Früchte. Daher können sie dort einigen Schaden anrichten.

## Fortpflanzung
Gelbbauchsittiche sind Höhlenbrüter. Die Fortpflanzungszeit des Gelbbauchsittichs ist der Zeitraum von Oktober bis Januar. Das Balz- und Brutverhalten weist eine hohe Ähnlichkeit zu dem des Pennantsittichs auf.  Es wird pro Jahr nur ein Gelege großgezogen. Das Gelege besteht aus vier bis fünf weißen und leicht glänzenden Eier. Sie messen 30 × 24 Millimeter. Jungvögel verlassen die Nisthöhle in einem Lebensalter von etwa fünf Wochen. Sie bilden für vier bis fünf Wochen mit den adulten Elternvögel eine Familiengruppe. Danach schließen sie sich anderen Jungvögeln ihrer Art an und bilden mit ihnen Schwärme, die ein stärkeres Wanderverhalten als die der adulten Vögel zeigen.